# Moslavačka Slatina
Moslavačka Slatina is een plaats in de gemeente Popovača in de Kroatische provincie Sisak-Moslavina. De plaats telt 106 inwoners (2001).